# 야마모토 유스케
야마모토 유스케(일본어: 山本 裕典, 1988년 1월 19일 ~ )는 일본의 남성 패션모델 겸 배우이자 탤런트이다.

## 약력
- 아이치현 도요카와시 출신
- 2005년에 개최된 제18회 주논 수퍼 보이 콘테스트에서 준 그랑프리상 & 포토제닉상 (독자투표 1위)을 수상하며 연예계 데뷔.

## 출연작

### 드라마
- 가면라이더 가부토 (2006년, TV 아사히)
- 비밀의 화원 (2007년, 후지 TV)
- 퍼즐 (2007년, TV 아사히)
- 귀가일기 (2007년, 후지 TV 계열)
- 마이 페어 보이 (2007년, TBS)
- 아름다운 그대에게~미남♂파라다이스~ (2007년, 후지 TV)
- 의룡 -Team Medical Dragon- 2 (2007년, 후지 TV)
- 퍼즐 (2008년, TV 아사히)
- 태양과 바다의 교실 (2008년, 후지 TV)
- 아름다운 그대에게~미남♂파라다이스~(졸업식 스페셜) (2008년, 후지 TV)
- RESCUE~특별고도구조대 (2009년, TBS)
- 우리집 남자 (2009년, 후지 TV)
- 임협 헬퍼! (2009년, 후지 TV)
- 윤회의 비 (2010년, 후지 TV)
- 셰이켄 BABY! (2010년, 후지 TV)
- 텀블링 (2010년, TBS)
- 맛의 달인 (2011년, TV 아사히)
- 오란고교 호스트부 (2011년, TBS)
- 남극대륙 (2011년, TBS)
- 한번 더 너에게 프로포즈 (2012년, TBS)

### 영화
- 가면라이더 가부토(극장판) (2006년)
- 루키즈 (2009년)
- 파라다이스 키스 (2011년)
- 오란고교 호스트부 (2012년)
- 사다코 3D (2012년)